# Szent Paraszkiva-fatemplom (Falusugatag)
A falusugatagi Szent Paraszkiva-fatemplom műemlékké nyilvánított épület Romániában, Máramaros megyében. A romániai műemlékek jegyzékében az  MM-II-m-A-04627 sorszámon szerepel.